# Georg Lunemann

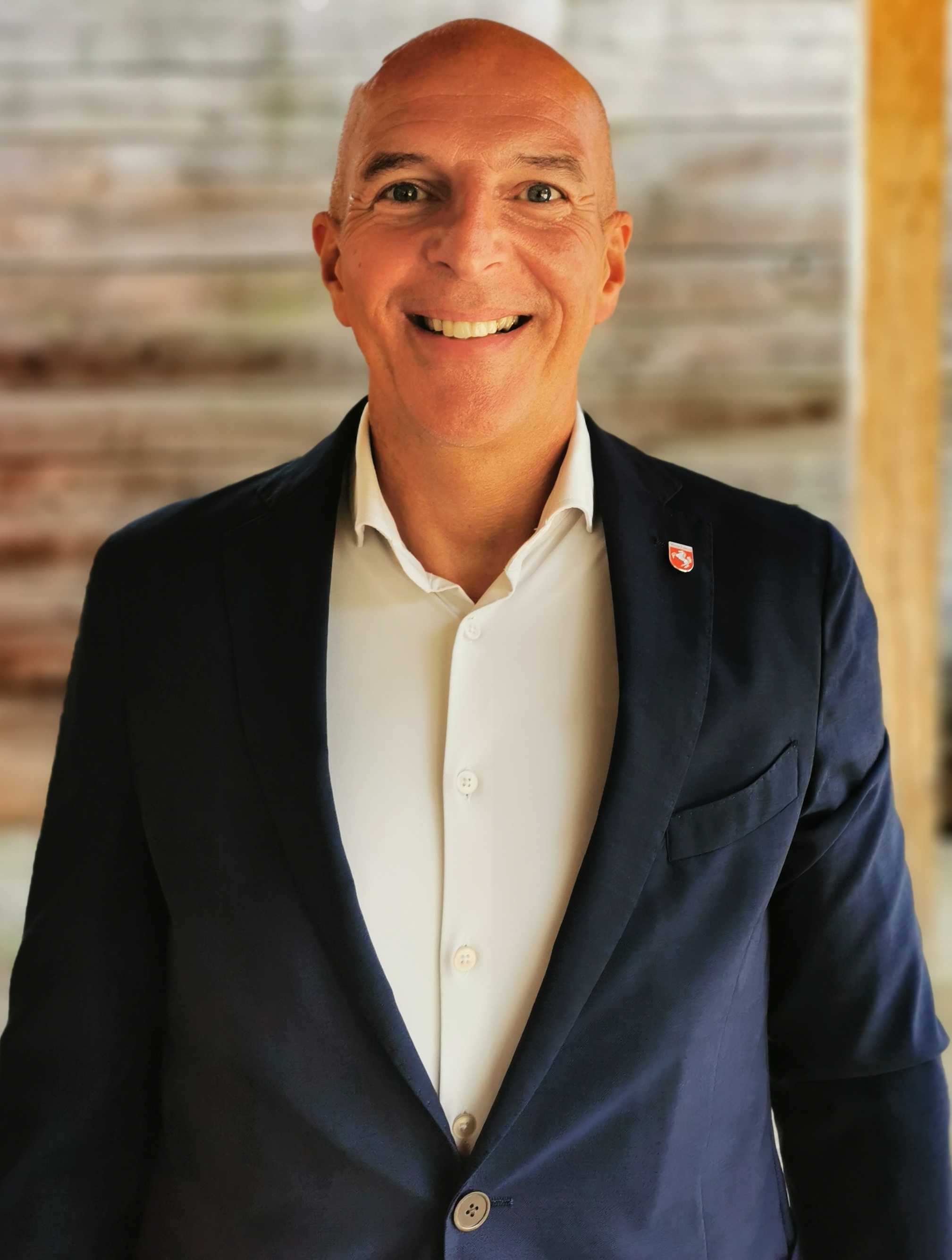
Georg Lunemann (2024)

Georg Lunemann (* 10. August 1967 in Dorsten) ist ein deutscher Politiker (CDU) und seit dem 1. Juli 2022 Direktor des Landschaftsverbands Westfalen-Lippe (LWL). Zuvor war er als Erster Landesrat des LWL sowie als Stadtkämmerer in Gelsenkirchen tätig. Er ist Kandidat der CDU für das Amt des Oberbürgermeisters der Stadt Münster bei der Kommunalwahl 2025.

## Werdegang
Lunemann wuchs in Olfen auf. Nach dem Abitur in Lüdinghausen war Lunemann von 1987 bis 1997 in der Offizierslaufbahn der Bundeswehr. Er studierte von 1990 bis 1993 an der Helmut-Schmidt-Universität der Bundeswehr in Hamburg Betriebswirtschaftslehre. Von 1998 an war er beim LWL in unterschiedlichen Führungsfunktionen tätig und übernahm 2006 die Leitung der LWL-Finanzabteilung. 2005 promovierte Lunemann in Hamburg über das strategische Management im kommunalen Bereich. Von 2010 bis 2015 war er als Wahlbeamter Stadtkämmerer der Stadt Gelsenkirchen. Am 1. April 2015 übernahm er das Amt des Ersten Landesrates und Kämmerers des LWL.
Die LWL-Landschaftsversammlung wählte Lunemann am 27. Januar 2022 zum Direktor des Landschaftsverbands Westfalen-Lippe. Am 22. März 2022 wählte der Verwaltungsrat des Westfälischen Heimatbundes e.V. ihn einstimmig zum neuen Vorsitzenden. Beide Ämter übernahm Lunemann am 1. Juli 2022 von seinem Vorgänger Matthias Löb (SPD).
Georg Lunemann ist verheiratet und lebt in Münster.